# Louteridium chartaceum
Louteridium chartaceum är en akantusväxtart som beskrevs av Emery Clarence Leonard. Louteridium chartaceum ingår i släktet Louteridium och familjen akantusväxter. Inga underarter finns listade i Catalogue of Life.